# Демков, Антон Николаевич
Антон Николаевич Демков (бел. Антон Мікалаевіч Дзямкоў; род. 15 октября 1995, Брест) — белорусский футболист, полузащитник клуба «Нива» (Долбизно).

## Клубная карьера
В 2012 году начал выступать за дубль брестского «Динамо». В следующем году прочно зарекомендовал себя в дубле. В сезоне 2014 стал привлекаться до основной команды. 27 апреля 2014 года дебютировал в Высшей лиге, выйдя на замену на 81-й минуте матча с БАТЭ (0:4). Больше на поле в основном составе в том сезоне не появлялся.
Сезон 2015 начал в «Кобрине». В июле он вернулся в «Динамо», но сыграл всего один матч за дубль, прежде чем вернуться в кобринский клуб.
В феврале 2016 года начал подготовку к новому сезону вместе с «Динамо». В 2016 году выступал за дублирующий состав. По окончании сезона ушел из «Динамо» и в феврале 2017 года поехал на просмотр в пинскую «Волну», но не контракт с клубом не подписал.
В августе 2017 года стал игроком клуба ЮАС из Житковичей. Вместе с командой в сезоне 2017 выиграл третий дивизион Белоруссии. В декабре 2017 года покинул команду.
В сезоне 2018 выступал за «Рух» во Второй лиге и во второй раз подряд выиграл турнир. В феврале 2019 года по соглашению сторон покинул брестский клуб. Сезон 2019 года он провел в составе «Ивацевичей».
В феврале 2020 года стал игроком «Волны». В начале 2021 года тренировался с пинским клубом, но в феврале покинул команду и перешел в «Брестжилстрой».
В марте 2022 года стал игроком «Нивы» из Долбизно, став на позицию защитника. По итогу сезона стал чемпионом Второй Лиги.

## Статистика
| Сезон    | Дивизион | Клуб          | Страна   | Матчи | Голы |
| -------- | -------- | ------------- | -------- | ----- | ---- |
| 2012     | дубль    | Брест         | Беларусь | 4     | 0    |
| 2013     | дубль    | Динамо-Брест  | Беларусь | 23    | 2    |
| 2014     | Д1       | Динамо-Брест  | Беларусь | 1     | 0    |
| 2015 (1) | Д2       | Кобрин        | Беларусь | 11    | 1    |
| 2015 (2) | дубль    | Динамо-Брест  | Беларусь | 1     | 1    |
| 2015 (3) | Д2       | Кобрин        | Беларусь | 12    | 0    |
| 2016     | дубль    | Динамо-Брест  | Беларусь | 14    | 2    |
| 2017 (2) | Д3       | ЮАС           | Беларусь | 11    | 3    |
| 2018     | Д3       | Рух (Брест)   | Беларусь | 27    | 1    |
| 2019     | Д3       | Ивацевичи     | Беларусь | 26    | 1    |
| 2020     | Д2       | Волна (Пинск) | Беларусь | 17    | 0    |
| 2021     | Д3       | Брестжилстрой | Беларусь | 10    | 1    |

## Достижения
ЮАС
- Чемпион Второй лиги Белоруссии: 2017

«Рух»
- Чемпион Второй лиги Белоруссии: 2018

«Нива» (Долбизно)
- Чемпион Второй лиги Белоруссии: 2022